# 民丰站 (新疆)
民丰站，位于中华人民共和国新疆维吾尔自治区和田地区民丰县，是和若铁路上的火车站，于2022年6月16日启用。

## 歷史
- 2022年6月16日启用。

## 外部連結
- 中国铁路客户服务中心 （页面存档备份，存于）